# つぶいち
つぶいちは日本の女性の髪形の一つ。宮中に勤める、または一般の公家の姫君が結ったもの。別名つぶまげ、つぶいち島田
江戸時代後期に、宮中に上がって間もない、若い見習い女官に結われた髷で、分類上は島田髷の一種である。将軍家の「御守殿島田」と言う髷が原型であるが、髪飾りなどは公家好みになっている。

## 特徴
島田髷の一種で、幕府の髷から派生したという経歴からも分かるように高島田の系統にあたる。
他の高島田系統の髷の分類の例に漏れず、特徴はその髷の根の部分にある。髷の根は通常、元結などで巻いて終わるが、つぶいちは根を結ぶのに紫の組み紐を用いて、その紐の残りで髷の中ほどを縛る。（普通の島田髷は元結や手絡などを、根に巻くものとは別に使う）他の宮中の髷同様、必要に応じて髷を解き、垂髪に変えるための工夫と思われる。
また、主に公家階級や大奥に上がった若い女性に結われることから髱の形が独特であるのも特徴である。武家階級や一般においては「地髱（じたぼ）」という今日見られるような下方に膨らんだものであるが、このつぶいちは「葵髱（あおいたぼ）」と言われる黒い紙と鬢付け油で平たい形に整えられた形を持つ。他の大奥の高位の役職の奥女中の髱はこの形式である。
髪飾りは、格式の高い鼈甲でそろえる。